# Гранді (Вірджинія)
Гранді (англ. Grundy) — місто (англ. town) в США, в окрузі Б'юкенан штату Вірджинія. Населення — 875 осіб (2020).

## Географія
Гранді розташоване за координатами 37°16′22″ пн. ш. 82°5′48″ зх. д. / 37.27278° пн. ш. 82.09667° зх. д. (37.272891, -82.096670).  За даними Бюро перепису населення США в 2010 році місто мало площу 13,03 км², з яких 12,89 км² — суходіл та 0,14 км² — водойми.

## Демографія
Згідно з переписом 2010 року, у місті мешкала 1021 особа в 392 домогосподарствах у складі 210 родин. Густота населення становила 78 осіб/км².  Було 465 помешкань (36/км²).
Расовий склад населення:
| - 85,9 % — білих - 10,0 % — чорних або афроамериканців - 1,5 % — азіатів - 0,1 % — корінних американців - 1,2 % — осіб інших рас |

До двох чи більше рас належало 1,4 %. Частка іспаномовних становила 3,1 % від усіх жителів.
За віковим діапазоном населення розподілялося таким чином: 28,6 % — особи молодші 18 років, 56,4 % — особи у віці 18—64 років, 15,0 % — особи у віці 65 років та старші. Медіана віку мешканця становила 33,8 року. На 100 осіб жіночої статі у місті припадало 107,5 чоловіків;  на 100 жінок у віці від 18 років та старших — 87,4 чоловіків також старших 18 років.
Середній дохід на одне домашнє господарство  становив 55 565 доларів США (медіана — 40 066), а середній дохід на одну сім'ю — 73 545 доларів (медіана — 52 813). За межею бідності перебувало 12,9 % осіб, у тому числі 3,9 % дітей у віці до 18 років та 18,9 % осіб у віці 65 років та старших.
Цивільне працевлаштоване населення становило 264 особи. Основні галузі зайнятості: освіта, охорона здоров'я та соціальна допомога — 27,3 %, сільське господарство, лісництво, риболовля — 14,8 %, науковці, спеціалісти, менеджери — 14,0 %.